# 紹普基
49°45′16″N 24°31′29″E / 49.75444°N 24.52472°E
紹普基（烏克蘭語：Шопки），是烏克蘭西部的村莊，隸屬利維夫州的佐洛奇夫區。該村面積0.09平方公里，海拔高度251米，人口22，人口密度每平方公里234.04人。